# Pablo de Rojas
Pablo de Rojas (Alcalá la Real, Jaén, 1549 – Granada, 1611) fou un escultor andalús. Tingué un paper important en la configuració de l'escola barroca sevillana com a mestre de Juan Martínez Montañés i tingué un paper important com a codificador de la nova iconografia contrareformista.

## Biografia
Pablo de Rojas nasqué el 1549 a Alcalá la Real. És fill del pintor Pedro Raxis «el Viejo» (1501–1581), un artista nascut a Càller (Sardenya) que establí el taller a Alcalá la Real. En aquest taller i treballaren els seus fills Melchor, Nicolás, Miguel, Pedro de Raxis «el Mozo» i Pablo, el desè dels germans, que castellanitzaria el nom (Pablo de Rojas) i es traslladaria a Granada. A Granada és probable que fes d'aprenent de Rodrigo Moreno, un artista enigmàtic que és citat per Bermúdez de Pedraza com l'autor d'un crucifix per Felip II a El Escorial. A finals de la dècada del 1570, el taller de Pablo de Rojas ja s'hauria consolidat, tal com ens indica el contracte per a l'elaboració d'un Crucifix d'ivori (que no s'ha conservat) per al comte de Monteagudo. Finalment, Rojas morí a Alcalá la Real el 1581 quan ja tenia més de seixanta anys.

## Obra

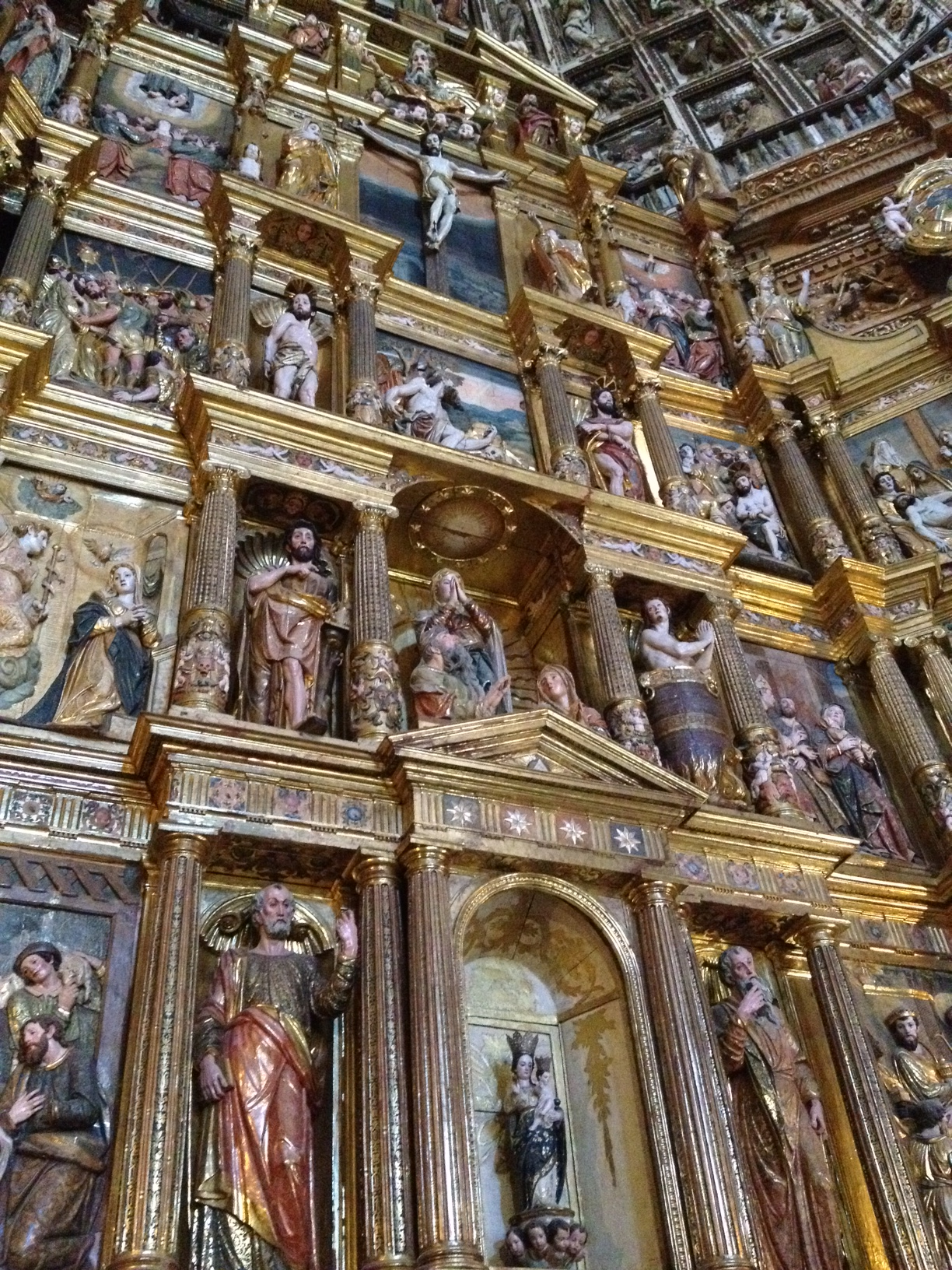
Retaule de la capella major de l'església del monestir de Sant Jeroni de Granada.

Pablo de Rojas va tallar les imatges dels sants Joan Evangelista, Esteve, Cecili i Gregori de la Bètica per l'antic retaule de la Virgen de la Antigua (1588) per la catedral de Granada, que elaborà conjuntament amb Diego de Navas i Diego de Aranda. Una dècada més tard elaborà les imatges dels sants Joan Baptista, Caterina, Àgata, Llúcia, Jacint de Polònia i Pere Màrtir per a la capella de la Virgen de la Esperanza de l'església de Sant Domènec. En aquesta època també tallà els sants Pere i Joan Evangelista para la capella Arauz de la parròquia de Sant Pere. Cap al 1606 participà en l'elaboració del retaule, dissenyat per l'arquitecte Ambrosio de Vico, de l'església parroquial d'Albolote (Granada), juntament amb Bernabé de Gaviria. Per acabar, dins de la seva obra de retaules també s'inclou la taula de l'Adoració dels Pastors del retaule major de l'església de Sant Jeroni de Granada (ca. 1603), una obra que tindria influència en el retaule del monestir de San Isidoro del Campo a Santiponce (Sevilla) de Martínez Montañés.
Tot i que Pablo de Rojas va treballar en diversos retaules, on fou més reeixit fou en la talla d'imatges exemptes de caràcter devocional. Així doncs, destaca per la seva sèrie de crucifixos d'estètica manierista: el de l'oratori del Seminari Major de Granada (ca. 1580), el de la basílica de las Angustias (1582) i el Crist de l'Esperança (1592) de la Catedral, el Crist de la Bona Mort de l'església parroquial del Sagrari, el Crist dels Favors de la de Sant Cecili, i el Crist de la Salut, a l'ermita de la Salut de la ciutat de Santa Fe.

Crucifixos de Pablo de Rojas
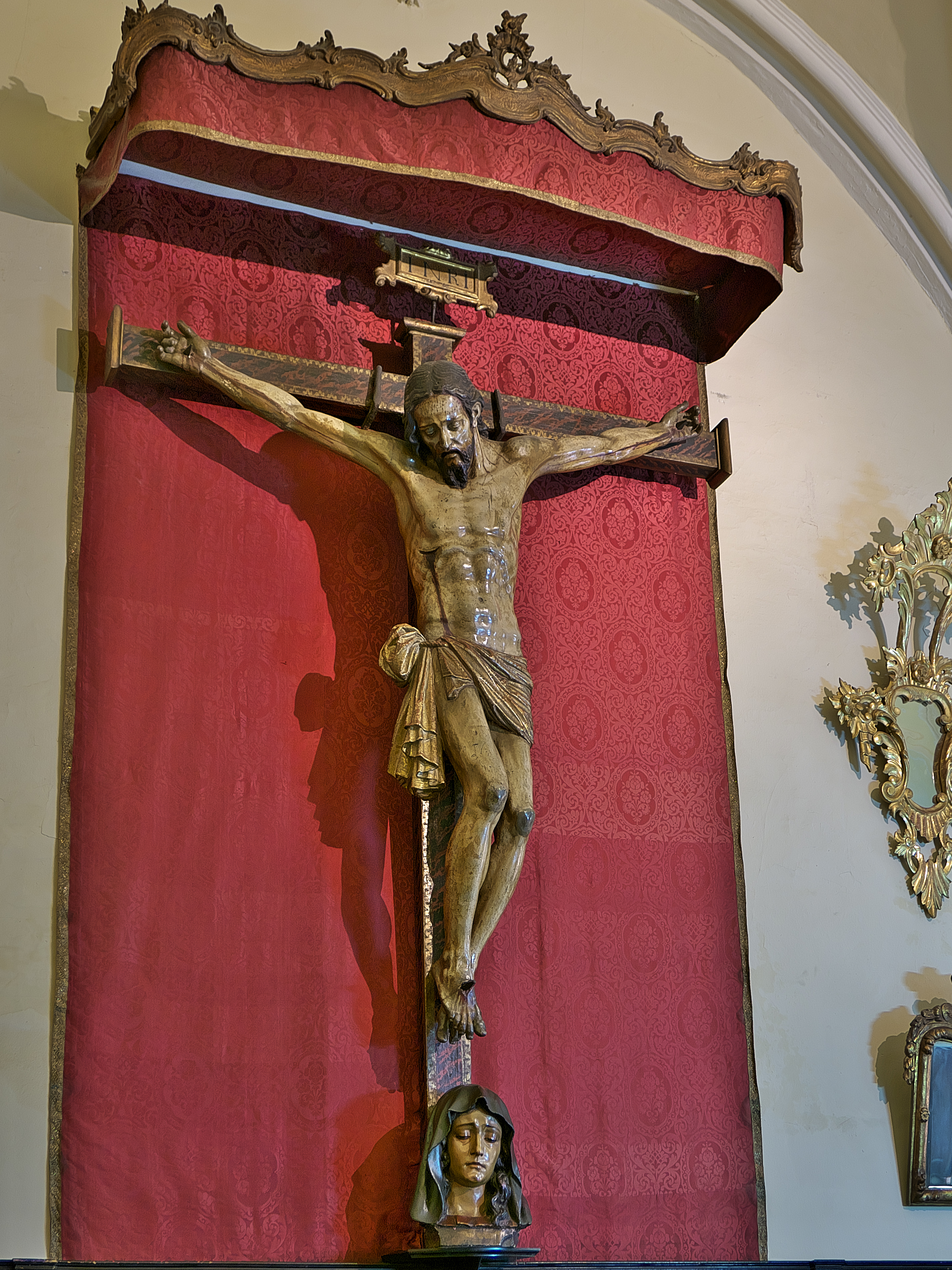
Crucifix de la Germandat de Nuestra Señora de las Angustias (Granada)
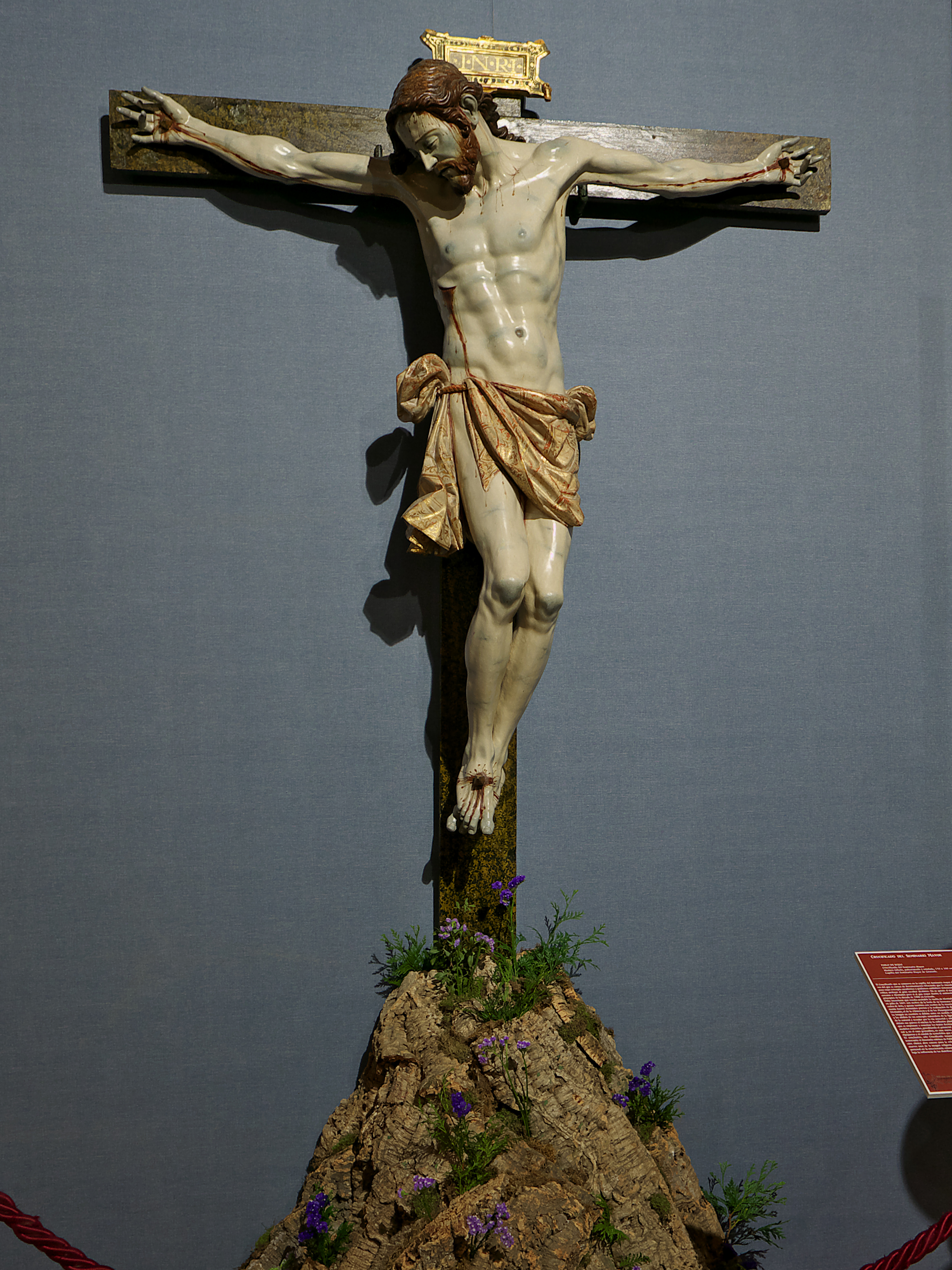
Crucifix del Seminari Major de Granada
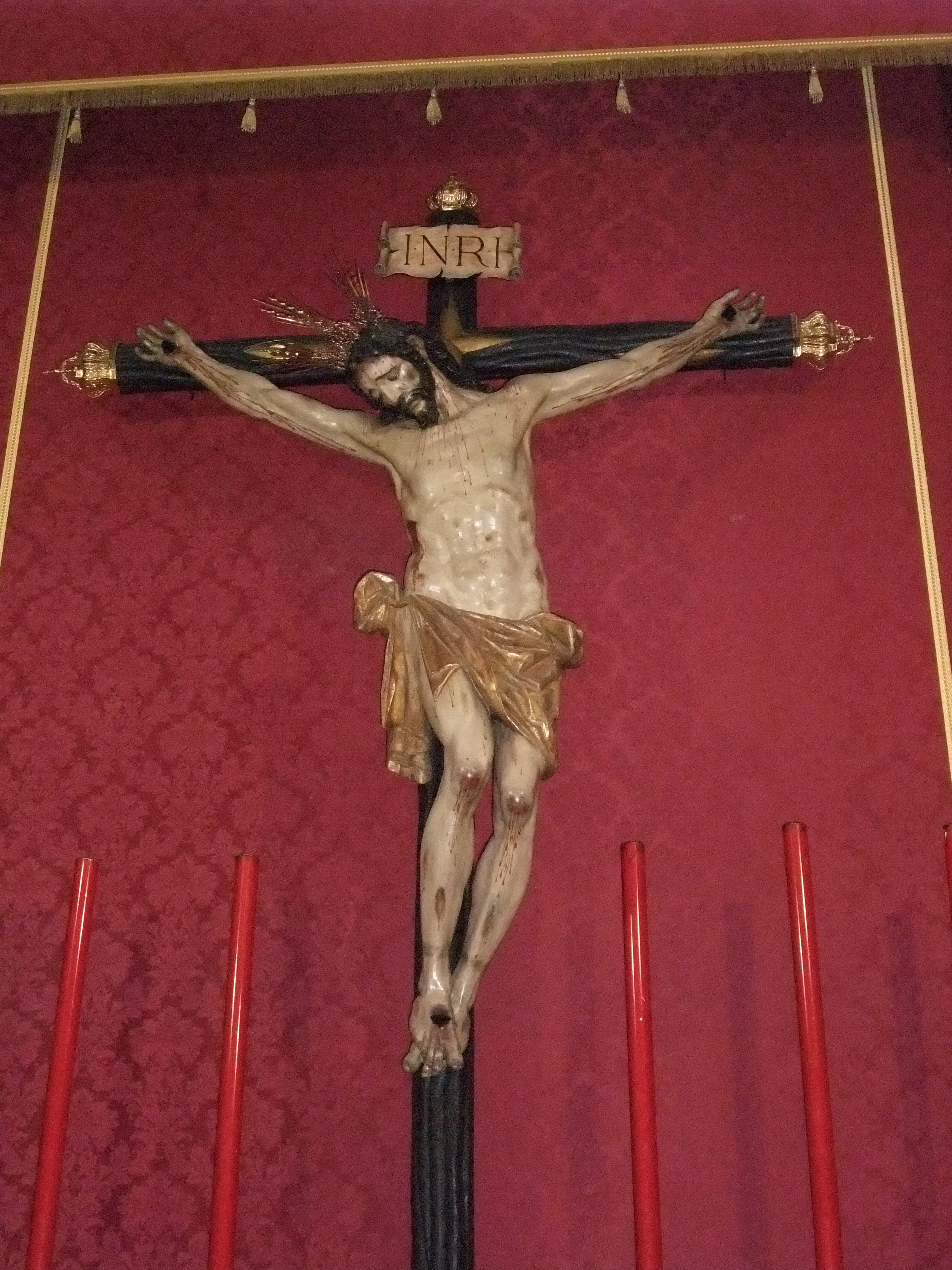
Crist dels Favors a l'Església de Sant Cecili de Granada

També va tallar altres iconografies barroques com els Natzarens per al convent carmelita dels Màrtirs (1582–1587), actualment venerada a l'església parroquial de Huétor-Vega (Granada), la basílica de las Angustias (Granada) i de l'església de Sant Francesc a Priego de Córdoba. A més a més, va representar la flagel·lació de Crist amb el Jesús de la Paciència de l'església de Sant Maties de Granada o el Jesús jacent amb l'Enterrament de Crist de l'església de Sant Pere de Priego de Córdoba. Finalment, també va tallar el tema de la Immaculada Concepció amb la Verge dels Favors de la parròquia de San Juan de los Reyes (Granada).